# Gymnoscelis lophopus
Gymnoscelis lophopus är en fjärilsart som beskrevs av Turner 1904. Gymnoscelis lophopus ingår i släktet Gymnoscelis och familjen mätare. Inga underarter finns listade i Catalogue of Life.